# 劉綸襄
劉綸襄（1843年—1905年），原名劉中策，字蓉舫，山東省沂州府沂水縣刘家店子村人，清朝政治人物。

## 生平
光緒二年（1876年），參加丙子恩科會試，得貢士第162名。殿試登進士二甲第5名。同年五月（6月3日），改庶吉士。光緒三年四月（1877年6月9日），散館，授翰林院編修。
掌河南道监察御史。因得罪吏部尚书麟书罢官，光緒十年（1894年）起为陕西试用道員，光绪三十四年（1905年）殁于陕西任所。
诗工书，楷行草均精。